# Ганноченко, Степан Афанасьевич
Степан Афанасьевич Ганнонченко (26 декабря 1914, Новодарьевка, Славяносербский уезд, Екатеринославская губерния, Российская империя—26 апреля 1982, Ровеньки, Ворошиловградская область, УССР, СССР) — советский сапёр, кавалер Ордена Славы трёх степеней.

## Биография
Родился 26 декабря 1914 года в селе Новодарьевка Славяносербского уезда Екатеринославской губернии Российской империи (ныне: де-юре — Ровеньковского района Луганской области Украины; де-факто — Луганской Народной Республики) в крестьянской семье. По национальности — украинец.
Получил начальное образование, работал проходчиком на шахте «Любимовка». Призван в армию в апреле 1941 года.
С июля 1941 года участвовал в Великой Отечественной войне. Принимал участие в Львовско-Черновицкой стратегической оборонительной операции, битве за Москву, Сталинградской битве, Курской битве, битве за Днепр, Житомирско-Бердичевской операции, Проскуровско-Черновицкой наступательной операции, Львовско-Сандомирской операции, Будапештской операции, Балатонской оборонительной операции и Венской наступательной операции. Воевал на Юго-Западном, Западном, Воронежском (с 20 октября 1943 года — 1-м Украинском), 2-м Украинском и 3-м Украинском фронтах.
В военный период был командиром отделения сапёрного взвода 200-го гвардейского стрелкового полка 68-й гвардейской Проскуровской стрелковой Краснознамённой дивизии 18-го гвардейского Станиславско-Будапештского стрелкового корпуса 26-й армии 3-го Украинского фронта/60-й армии 1-го Украинского фронта.
В ходе Проскуровско-Черновицкой наступательной операции, обеспечивая продвижение подразделений 200-го гвардейского стрелкового полка, гвардии сержант Ганнонченко в период с 4 марта по 5 апреля 1944 года обезвредил 130 противотанковых мин.
8 марта 1944 года вместе со своим отделением участвовал в наведении переправы через реку Икопоть в районе села Пашковцы Староконстантиновского района Каменец-Подольской области Украинской Советской Социалистической Республики Союза Советских Социалистических Республик (ныне — Хмельницкой области Украины).
При подготовке прорыва немецкой обороны в районе села Паньковцы Золочевского района Львовской области УССР СССР отделение под командованием Ганнонченко проделало 12 проходов в проволочных заграждениях противника, обеспечив быстрый выход стрелковых подразделений к переднему краю обороны неприятеля. После прорыва вражеской обороны сапёры провели разминирование на 4-километровом участке дороги и оборудовали 3 переправы через водные преграды.
В ходе Будапештской наступательной операции помощник командира взвода Ганноненко 28 декабря 1944 года вместе со своим взводом в районе Пештсентимре комитата Пешт-Пилиш-Шольт-Кишкун Королевства Венгрия (пригород Будапешта; ныне — Венгрии) выполнял работы по инженерному оборудованию оборонительной позиции и минированию местности перед передним краем. Во время вражеской атаки организовал оборону и, с помощью гранат и личного оружия, уничтожил 2 пулемётные точки и от 10 до 15 немецких солдат.
15 января 1945 года вместе со своим взводом скрытно подобрался к каменному дому и уничтожил располагавшийся в нём опорный пункт неприятеля, препятствовавший продвижению стрелковых подразделений.
При организации обороны в районе Перкаты комитата Фейер (ныне — медье Фейер) 28 января 1945 года вместе со своим отделением установил 120 противотанковых мин, прикрыв подступ к оборонительным позициям своего полка. На следующий день, 29 января, при вражеской атаке на установленных минах подорвались три штурмовых орудия, один танк и одна бронированная транспортно-боевая машина.
В 1945 году демобилизован в звании гвардии старшины. Проживал в городе Ровеньки Ворошиловградской области (ныне — Луганской области). Работал десятником/кочегаром механического цеха на шахте № 2 «Дзержинская» треста «Фрунзенуголь».
Скончался 26 апреля 1982 года.

## Награды
- Орден Красной Звезды[1][2][3][4][5] (11 мая 1944 года[1][4]);
- Орден Славы III степени[1][2][3][4][5] (25 августа 1944 года[1][2][3][4][5]);
- Орден Славы II степени[1][2][3][4][5] (31 марта 1945 года[1][2][3][4][5]);
- Орден Славы I степени[1][2][3][4][5] (4 мая 1976 года[1][2][3][4][5]);
- Орден Отечественной войны II степени[3] (?).